# Aphanostephus pachyrrhizus
Aphanostephus pachyrrhizus là một loài thực vật có hoa trong họ Cúc. Loài này được Shinners mô tả khoa học đầu tiên năm 1946.